# Istarski kamen
Istarski kamen je građevni materijal koji se upotrebljavao u Istri od prapovijesti. Prva naselja (gradine) građena su od kamenih blokova i sitnoga kamenja u tehnici suhozida. Rimljani su usavršili tehnologiju oblikovanja kamena, a sirovinu su vadili iz kamenoloma uz morsku obalu (Vinkuran). U antici se građevni kamen izvozio u obližnje krajeve na sjevernom Jadranu (Tiberijev most u Riminiju), a gotski kralj Teodorik naručio je oko 500. kamen iz Istre za gradnju svojega mauzoleja u Ravenni). U 9.st. istarski se kamen prevozio u Akvileju i Ravennu. U XIV.st. moralo se navoditi podrijetlo istar. kamena, tj. dolazi li iz Pule, Poreča ili Rovinja, što svjedoči o razvijenoj eksploataciji kamena na tim područjima. God. 1334. Mletačka Republika poslala je svoje klesare u Istru kako bi vadili kamen za njezine potrebe. Kamenarska se industrija razvija i u dr. pol. XV.st., o čemu svjedoči i zapis o izvozu kamena iz kamenoloma na otoku Sv. Jerolim (Brijuni) u Anconu po narudžbi Jurja Dalmatinca. F. Sansovino opisuje kamen koji se dobiva iz kamenoloma u okolici Rovinja i s Brijuna. Znatniji razvoj i otvaranje novih kamenoloma vezani su za razdoblje Austro–Ugarske, kada se intenzivno gradi željeznica u Istri, a istarski se kamen ugrađuje u velika zdanja u Beču i Budimpešti (zgrada parlamenta). U to su doba otvoreni i kamenolomi u okolici Marčane. God. 1929. u Tarskoj vali (pokraj Novigrada) osnovana je klesarska zadruga za eksploataciju kamena. Od 1929. inž. Ujčić eksploatirao je kamen Mandorlato iz kamenoloma u Pazinu (današnje sjemenište), a 1934. i kamenolom kraj Bazgalja (jugoistočno od Pazina). Materijal se izvozio u Ameriku.
Najpoznatije vrste istarskog kamena su Kanfanar, Selina, Kirmenjak i Valtura.

## Kanfanar
Najpoznatiji arhitektonsko-građevni kamen iz Istre, poznat pod nazivima Bale, Krška ruža, Istarski žuti, Valle i pod općenitim nazivom Giallo d´Istria, svjetlosmeđi je onkolitni vapnenac gornjo-kredne starosti. Prva zabilježena eksploatacija ovog tipa materijala potječe iz 15.stoljeća, kad je pod rukovodstvom Jurja Dalmatinca, kamen prevožen s Brijunskih otoka (otok Sv. Jerolima) u Ankonu. Nakon toga otvoreni su kamenolomi Negrin, Bale te za potrebe austrougarskih željeznica i kamenolom Kanfanar. Od 1961. kamenolom koristi tvrtka “Kamen”d.d. iz Pazina i aktivan je i danas. 
Od poznatih objekata koji su rađeni od ovog materijala izdvajamo: robnu kuću Pula, robnu kuću "NAMA" Vukovar, pothodnici Utrine i Sopot u Zagrebu idr. U najnovije vrijeme ovaj materijal se ugrađuje u lukobrane i marine u Chioggi i u Veneciji (Italija).

## Selina
Kamen iz Seline je kredni donjeaptski vapnenac poznat pod nazivima Selina, Bale, Istarski žuti i Giallo d´Istria. Slojevi koji se eksploatiraju stratigrafski su jednaki onima u kamenolomu Kanfanar. S obzirom na to da prema svojim fizičko-mehaničkim karakteristikama spada u najtvrđe varijetete vapnenca Istarski žuti. 
Materijal je ugrađen u mnogim objektima diljem Hrvatske, među kojima su najpoznatiji: robna kuća "Domus" u Rijeci, zgrade “Jadrošpeda” i “Jadroagenta” u Rijeci. Sabornica Republike Hrvatske je također urađena od ovog materijala (žljebasto tokareni stupovi visine 4,5 m izvedeni iz monolita). Kijevska željeznička postaja u Moskvi, hotel “Slavenskaja” u Moskvi, te podzemna željeznička postaja Charlotte u Bruxellesu, izrađeni su također od ovog kamena.

## Kirmenjak
Kirmenjak je najpoznatiji arhitektonsko-građevni kamen iz Istre, poznat pod nazivima: Kirmenjak, Orsera, Pietra d´ Istria, Pietra d´Rovigo, Jezerski cvijet, Istarski cvijet, Giallo venato d´Orsera, Bianco-giallastro di Parenzo, Avorio. Ovaj je vapnenac svijetlo do svijetlosmeđe boje, jurske starosti i poznat po svojoj stilolitskoj teksturi koja je naročito izražena kad se blokovi pile okomito na slojevitost. U rimska vremena vadio se na nekoliko lokacija, a danas je aktivno četiri do pet kamenoloma smještenih južnije i sjevernije od mjesta Kirmenjak. 
Kamen je upotrebljavan još u rimsko doba, a i ugrađen je u mnoge objekte u Veneciji i u cijeloj Italiji. Od poznatijih objekata koji su potpuno ili djelomično izgrađeni ovim kamenom su: Triclinium (bazilika u Poreču), dio Teodorikovog mauzoleja u Ravenni, dijelovi Duždeve palače u Veneciji, Ponte di Rialto u Veneciji, baza gotskog zvonika u Ferrari, most preko rijeke Tiber u Riminiju, kupola San Sebastiano u Padovi, bazilika S.Petronio u Bologni i mnogi drugi.U Hrvatskoj je ugrađivan u mnoge robne kuće, u "Erste banku" u Rijeci, aerodrom Pula i dr. 
Danas su ovi kamenoloni jedan od najvažnijih izvora sirovine za obnovu Venecije, s obzirom na njihovu vrlo malu trošivost u kontaktu s morskom vodom.

## Valtura
Kamenolom Valtura smješten je na jugu-jugoistoku poluotoka Istre iznad uvale Budava. Nazvan je po istoimenom selu, udaljenom oko 1 km od kamenoloma. Kamenolom je udaljen od grada Pule, smjer sjeveroistok, 10 km zračne linije. Prva eksploatacija kamenoloma vjerojatno datira iz 19.stoljeća, a danas su aktivna dva kamernoloma. 
U kamenolomu se eksploatiraju rudistni vapnenci turonske starosti. Materijal je svijetlo smeđe do bijele boje ispunjen ljušturama rudista i na tržištu su poznata tri varijeteta i to : Valtura fiorito, Valtura polufiorito i Valtura unito. 
Najznačajniji objekti: Dom hrvatskih branitelja u Karlovcu, kolodvor Zagreb (dio zida), hotel “Internacional” Crikvenica, marina u Haludovu.